# Isabel Noronha
Isabel Helena Vieira Cordato de Noronha (sinh ngày 18 tháng 3 năm 1964) là đạo diễn phim đến từ Mozambique.

## Tiểu sử
Noronha sinh năm 1964 tại Lourenço Marques (nay là Maputo), ở Mozambique, trong thời kỳ thuộc địa Bồ Đào Nha. Cha cô là một bác sĩ, người được sinh ra ở Goa khi nơi đây nằm dưới sự cai trị của Bồ Đào Nha, kéo dài đến năm 1961, và mẹ cô là người Mozambique.
Năm 1984 ở tuổi hai mươi, Noronha bắt đầu sự nghiệp điện ảnh tại Học viện Điện ảnh Quốc gia, nơi cô làm trợ lý sản xuất, trợ lý giám đốc, biên tập viên, giám đốc sản xuất và cuối cùng là đạo diễn, học nghề với các nhà làm phim và kỹ thuật viên Mozambica khác, trong dự án Kuxa kanema (dự án trình bày tin tức của chính phủ trong các cuộn phim để nó có thể được phân phối trên khắp đất nước rất nghèo, nơi mọi người không có TV và nơi không có rạp chiếu phim). Tại đây, cô đã tạo ra hai bộ phim tài liệu đầu tiên của mình, Hosi Katekisa Moçambique và Manjacaze. Giữa những năm 1980 được coi là một thời kỳ bán kết trong ngành công nghiệp điện ảnh Mozambique và là một trong những thời kỳ hưng thịnh của điện ảnh ở miền nam châu Phi.
Trong khoảng thời gian này, cô là một phần của một nhóm các nhà làm phim vừa chớm nở, người đã tạo ra O Tempo dos Leopardos (Time of the Leopards), được coi là bộ phim điện ảnh đầu tiên được sản xuất tại Mozambique.
Năm 1986, chính phủ đã ngừng tài trợ cho Viện Điện ảnh Quốc gia và nhiều nhà làm phim trở nên thất nghiệp. Noronha bắt đầu làm việc như một nhà làm phim độc lập, và là một trong những người sáng lập hợp tác video đầu tiên của bang hội đạo diễn Mozambique, Coopimagem. Năm 1991, cô đã tạo ra Así na Cidade (Ngày xửa ngày xưa trong thành phố), một bộ phim tài liệu về những người tị nạn chiến tranh trẻ em bán báo ở Maputo. Cùng năm đó, cô sinh con gái và quyết định thực hiện ước mơ học ngành tâm lý học tại Đại học Bách khoa ở Maputo. Cô đã hoàn thành bằng Cử nhân tâm lý học lâm sàng vào năm 2002, và sau đó tiếp tục nghiên cứu phân tâm học, tâm lý học xã hội và truyền thông. Năm 2007, cô đã hoàn thành bằng thạc sĩ về sức khỏe tâm thần và công tác xã hội tại Đại học Leon ở Tây Ban Nha.
Năm 2003, Noronha bắt đầu kết hợp công việc của mình như một nhà trị liệu tâm lý với công việc của một nhà làm phim của mình. Với sự giúp đỡ của một khoản tài trợ từ quỹ phim Amocine, cô đã quay bộ phim tài liệu Sonhos Guardado s (Guarded Dreams). Năm 2007, cô đã thực hiện bộ phim hoàn chỉnh đầu tiên của mình, Ngwenya, o crocodilo (Ngwenya the Crocodile), về nghệ sĩ người Mozambique, Malangatana Valente Ngwenya.
Một trong những tác phẩm được chú ý nhất của cô là Bộ ba gia đình mới, Trilogia das Novas Famílias, bộ ba phim tài liệu về một mô hình gia đình mới phát sinh ở Mozambique, được tạo thành từ những đứa trẻ mồ côi do dịch AIDS.

## Giải thưởng
Năm 2009, Noronha đã giành giải Người phụ nữ sáng tạo của Liên hoan phim Cineposeible cho bộ phim Mãe dos Netos (Mẹ của các cháu). Cùng năm đó, cô đã giành được giải thưởng Janela para o Mundo (cửa sổ bước vào thế giới) cho bộ phim tài liệu hay nhất cho Ngwenya, o crocodilo, tại Liên hoan phim châu Phi, châu Á và Mỹ Latinh ở Milan.

## Phim được chọn
- 1987: Bản thảo [8]
- 1987: Hosi Katekissa Moçambique
- 1992: Assim na Cidade
- 1995: Mã da Terra
- 2004: Sonhos Guardados
- 2007: Ngwenya, o Crocodilo [6]
- 2008: Bộ ba das Novas Famílias
- 2008: Mãe dos Netos
- 2010: Espelho Meu (Espejito) [9]

## liên kết ngoài
- Isabel Noronha
- Isabel Noronha, Max Annas và Hentriette Gunkel, ' Rạp chiếu phim kháng chiến ', trong Chế độ Gaze: Phim và Nữ quyền ở Châu Phi, ed. của Jyoti Mology và Antje Schuhmann (Nhà xuất bản Đại học Wits, 2015), trang 148-60 (trang 149-51).